# Nuits des étoiles

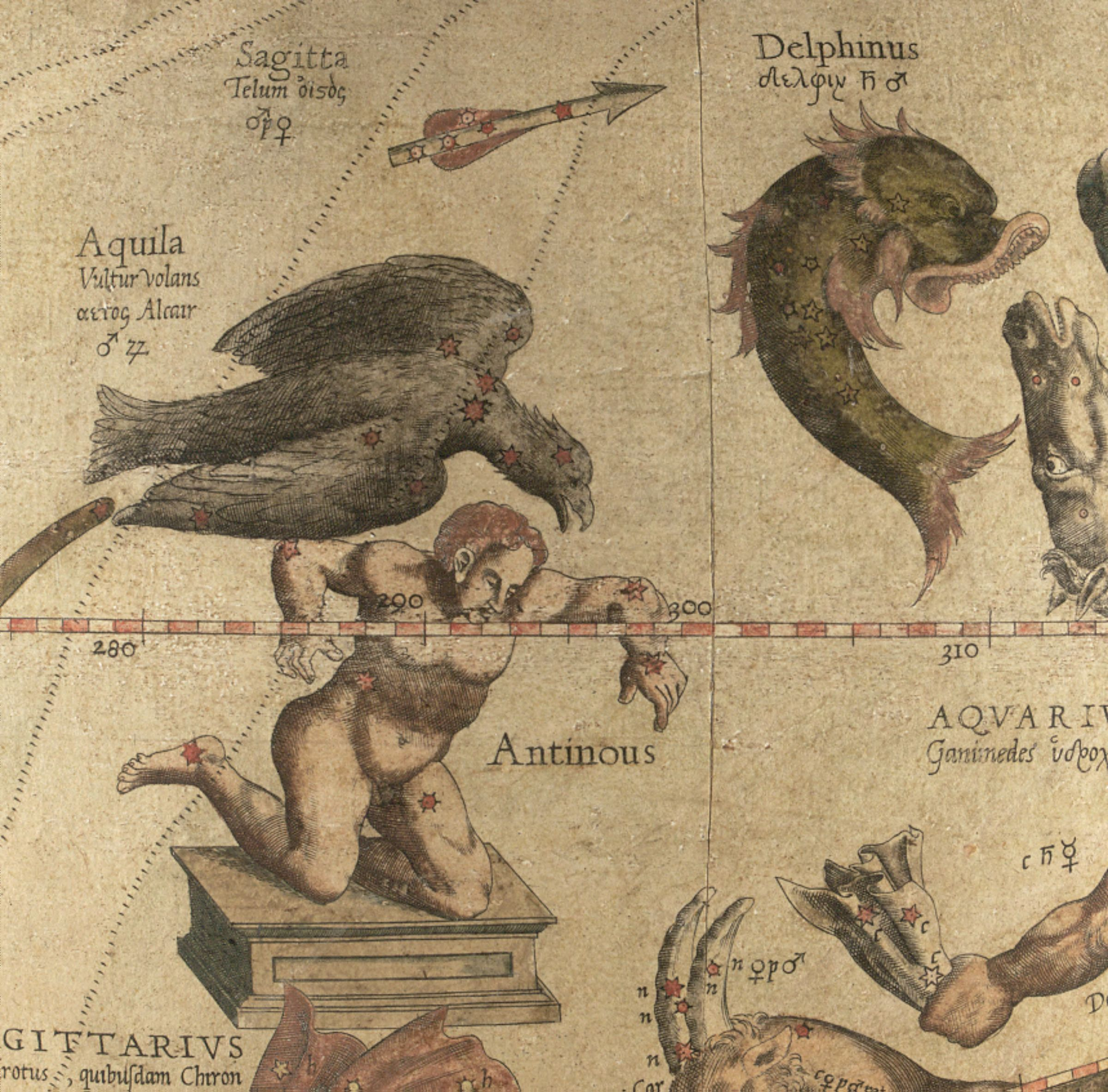
Illustration des constellations du Dauphin et de l’Aigle (les 88 constellations).

Les Nuits des étoiles sont des manifestations astronomiques estivales gratuites destinées au grand public, organisées en France et dans plusieurs pays d'Europe et d'Afrique.

## Organisation
Elles sont organisées chaque année par les associations françaises Association française d'astronomie (AFA), Planète Sciences (ex-ANSTJ). Elles se tiennent pendant trois jours (du vendredi au dimanche), généralement début août, à une date proche du maximum de l'essaim d'étoiles filantes des Perséides.
Très médiatisée, cette manifestation est traditionnellement relayée sur le terrain par de nombreux clubs d'astronomes amateurs qui proposent plusieurs centaines (entre 300 et 500 selon les années) de sites d'animation gratuite pour le grand public. Leurs coordonnées sont diffusées sur Internet via le site de l'Association française d'astronomie à partir duquel on peut aussi s'inscrire pour proposer soi-même une manifestation locale.

## Historique
La création, le déploiement et le succès de l’événement national « Nuits des étoiles » trouve son origine en 1991 dans la convergence  de deux projets complémentaires : l’un porté par la chaîne de télévision publique « Antenne 2 » de produire une émission de télévision « grand public » consacrée à la science et l’autre porté par les animateurs des réseaux associatifs de l’ANSTJ et de l’AFA de démultiplier les opérations de type « portes ouvertes » des clubs d’astronomie au cœur de l’été.

### La mise en place des opérations nationales «Nuit des étoiles filantes»
Dans le but de favoriser l’intérêt pour l’astronomie en s’appuyant sur la possibilité d’observer aisément chaque année en août les étoiles filantes de l’essaim des Perséides et de faire connaître au plus large public l’existence d’un important réseau de clubs d’astronomie, des animateurs de l’association ANSTJ (Olivier Las Vergnas, Eric Piednoël et Patrick Roth) proposent à leurs homologues de l’AFA (Alain Cirou) et au Ministère de la Recherche de mettre une opération nationale en sollicitant les clubs pour proposer des soirées d’observation ouvertes et gratuites aux mêmes dates, s’appuyant sur une première opération, intitulée « Nuit Nationale d’observation des Étoiles Filantes » en 1987, et ensuite des dispositifs similaires d’itinérance en 1988 puis en 1989 autour d’expositions et animations proposées autour du lancement du satellite Hipparcos.

### La création de l’émission de télévision «Nuit des étoiles filantes»
(novembre 2019).
Si vous disposez d'ouvrages ou d'articles de référence ou si vous connaissez des sites web de qualité traitant du thème abordé ici, merci de compléter l'article en donnant les références utiles à sa vérifiabilité et en les liant à la section « Notes et références ».
L’émission de télévision Nuit des étoiles quant à elle a été créée en 1991, sous son premier intitulé de Nuit des étoiles filantes, à la suite d’une initiative de Daniel Kunth, astrophysicien alors mis à disposition à la Délégation à l'information scientifique et technique (DIST) du Ministère de la Recherche et de la Technologie (MRT). Inspiré par le succès de la Fête de la Musique, il souhaitait associer de nombreux relais médiatiques et culturels (TV, PQR, Chaines radiophoniques, etc.). Conscient que le financement d'une opération de cette envergure nécessitait une approche institutionnelle afin que se réalise pleinement la rencontre souhaitée entre le public, les astronomes amateurs et les astronomes professionnels. Il sollicita Hubert Curien, Ministre de la Recherche qui apporta un soutien inconditionnel à cette initiative. Mariel-Noëlle Favier, chef du département de la Culture Scientifique au MRT octroya les moyens financiers nécessaires, afin que les associations AFA et ANSTJ puissent porter ce projet au niveau national. Hubert Reeves mit Daniel Kunth en relation avec Prune Berge, d'Antenne 2 laquelle souhaitait alors programmer une Nuit de la Science. Celle-ci accepta alors de recadrer l'opération sur l'astronomie et la confia à l'équipe des opérations exceptionnelles d'Antenne 2, dirigée par Pierre-Henri Arnstam.
Une des particularités de cette émission, réalisée par l’équipe des opérations exceptionnelles d’Antenne 2, qui produisait également l’émission du Téléthon et les grandes manifestations nationales (défilé du 14 juillet, etc.) était d’être en duplex et de pouvoir se déployer sur différents sites en lien avec le plateau principal. Sur chaque duplex, soit deux à trois lieux en moyenne, un réalisateur coordonnait les prises d'antenne en direct. Lesquelles enrichissent le corps principal de l'émission de décors et d'invités supplémentaires. Aniane, Nançay, le Pic du Midi, ou encore le Muséum national d'histoire naturelle de Paris seront par exemple choisis pour sites de duplex.
La première édition de l'émission "Nuit des étoiles filantes" se déroula le 10 août 1991, sur le site du théâtre de la pleine lune à Gourgoubès (Hérault) mis à disposition par Humbert Camerlo. Le plateau des invités se compose alors de Hubert Reeves, Daniel Kunth et Jean-Pierre Verdet. L'émission est présentée par le journaliste Laurent Cabrol. Alain Cirou anime un des deux duplex depuis l'Observatoire d'Aniane.
La deuxième édition en 1992 fut consacrée à Saturne, planète des anneaux et fut co-écrite avec les astronomes professionnels et les associations. Olivier Las Vergnas et Marie-Odile Monchicourt rejoignent alors le plateau de l'émission et la Société Astronomique de France rejoint l'opération et s'associe à sa coordination nationale.
La Nuit des étoiles filantes garda en 1992 et 1993 son premier intitulé, pour prendre ensuite son nom « définitif » de Nuit(s) des étoiles, d'abord au singulier, puis au pluriel, puisque l’événement a été étendu à 3 nuits d'observation consécutives à partir de l'édition de l'an 2000.

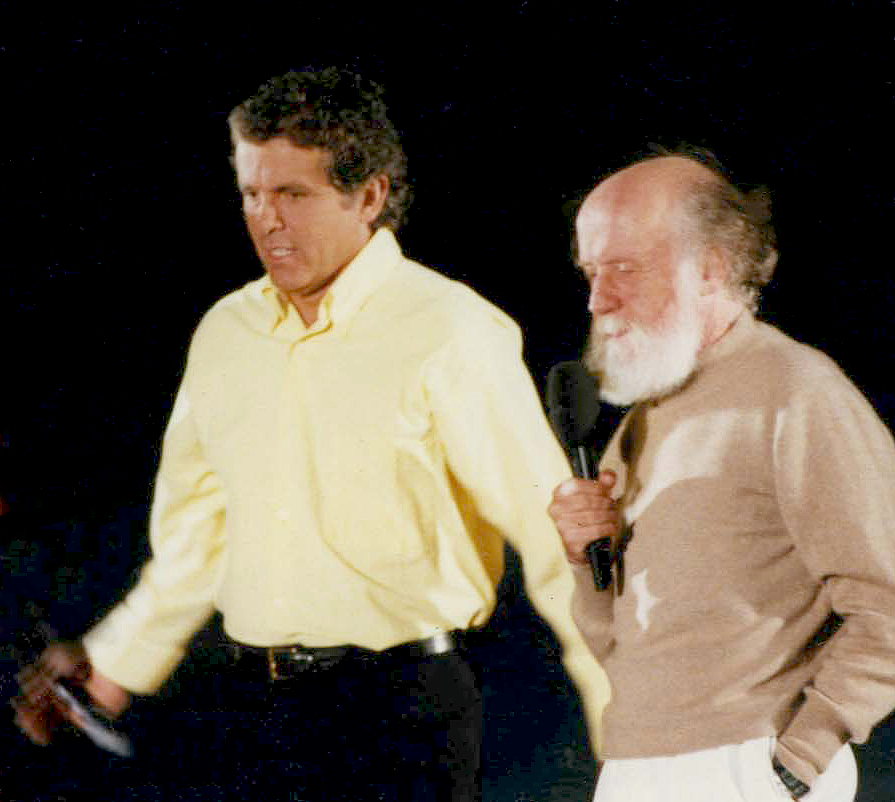
Claude Sérillon et Hubert Reeves en 1997 à Toulouse.

Animée, dès 1992, par Claude Sérillon en présence d'Hubert Reeves, produite par Pierre-Henri Arnstam jusqu’en 1996 puis par Daniel Patte de 1997 à 2002, l’émission s’impose rapidement. Qui plus est, dès la seconde édition, en plus d'être un succès télévisuel, la manifestation confirme un énorme succès de participation sur le terrain : une centaine de nouveaux clubs rejoignent les 85 premiers sites, 60 000 personnes se déplacent sur le terrain et l'émission télévisée atteint un audimat de 32 % de part de marché entre 22 h 07 et 00 h 40 (soit 3,8 millions de téléspectateurs) puis 47 % jusqu’à 2 h 30 du matin.
L'objectif des Nuits des étoiles fut non seulement de sensibiliser le public à l'astronomie, mais également de valoriser le tissu astronomique, les clubs et les associations.
Il est remarquable que la chaîne de service public Antenne 2 puis France 2 ait accepté le paradoxe de programmer une émission visant à la fois à fidéliser son public tout en l'invitant à sortir sur le trottoir pour contempler le ciel. Elle a permis à plusieurs millions de téléspectateurs et d'auditeurs de France Inter et France Info de s'intéresser aux sciences de l'univers. Les nuits suscitent toujours un fort engouement, stimule des vocations et motive les associations. C'est la raison pour laquelle les dirigeants de l'AFA purent lancer l'idée d'un réseau de stations spécialisées, aptes à proposer une offre claire et ritualisée. Dans cette perspective, les Stations de nuit garantissent un équipement et une réponse professionnelle.

#### Choix de la date et impact sur le paysage astronomique français.
Chaque année, la date est choisie pour correspondre à la meilleure période d'observation estivale pour le plus large public. Il s'agit en général d'une période où l'on peut observer de nombreuses étoiles filantes des Perséides, tout en étant peu gêné par la lumière réfléchie par la Lune. Néanmoins, en 1994, l'émission fut avancée de près d'un mois, à la mi-juillet, pour suivre le début des impacts de la comète Shoemaker-Levy 9 avec Jupiter. En 1997, Buzz Aldrin était invité sur le plateau de la 7e édition. La 9e édition fut particulière, car l'éclipse totale du 11 aout 1999 « tombait » en parfaite concordance avec la date traditionnelle de l'émission (programmée la veille au soir). C'était aussi, comme pour toute éclipse de soleil, une période de nouvelle lune, donc favorable à la bonne observation des étoiles filantes.
France 2 arrête sa participation en 2003 pour des raisons financières et le départ de Pierre-Henri Arnstam de son poste de directeur des opérations exceptionnelles de la chaîne. Le succès de la manifestation se poursuit néanmoins : l'inventaire du paysage astronomique français (1994 et 2004), financé par le ministère de la recherche, montre l'effet Nuit des étoiles : sur cette décennie, la plupart des clubs d'astronomie ont augmenté de 30 % de leurs activités grand public et on est passé de 1,5 million à 2,5 millions de personnes qui font au moins une activité astronomique par an.
En raison du quarantième anniversaire du premier pas sur la Lune lors de la mission Apollo 11 ces manifestations sont avancées, en 2009, aux 24, 25 et 26 juillet.
Plusieurs manifestations originales ont été mises à l'honneur et reprises chaque année depuis 2010 : lancement de l'opération du plus haut poste d'observation de Paris (le 56e étage de la tour Montparnasse), marathon scientifique du 20e festival de Fleurance et ses douze heures non-stop de conférences et débats avec les chercheurs.
Les changements des dates d'une année à l'autre s'expliquent par le fait que les organisateurs cherchent le meilleur compromis entre la visibilité des étoiles filantes de l'essaim des Perséides (maximum de fréquence d'observation aux alentours de la période du 9 au 14 août) et des autres astres, il faut donc en particulier éviter les périodes de pleine lune qui gênerait la vision des étoiles faibles et de la Voie lactée. Comme chaque fois que cela est possible, c'est le fin croissant qui précède le premier quartier qui est privilégié.

#### Un exemple: Bilan de l’édition 2018
Le thème choisi fut la planète Mars. À l’occasion de l’opposition de la planète Mars et de sa distance relativement faible à notre planète (Mars n’a jamais été aussi proche de la Terre depuis 2003), l’Association Française d’Astronomie (AFA) a profité de cet événement astronomique pour centrer le thème des Nuits des étoiles 2018 sur la planète rouge, son histoire et les récentes découvertes qui la concernent.
| La 28e édition en chiffres                                        |
| 478 manifestations sur 303 communes                               |
| 3086 animateurs et organisateurs locaux                           |
| 583 978 internautes ayant consultés afastronomie.fr               |
| 109 609 personnes atteintes par nos posts sur les réseaux sociaux |
| 29 012 vues pour les vidéos                                       |
| 762 articles                                                      |
| 150 interviews radiophoniques                                     |
| 28 reportages TV                                                  |
| 12 500 affiches                                                   |
| 104 000 cartes éditées                                            |
| 156 142 personnes sur le terrain                                  |

L’audience dépassa une fois encore les 3 millions de personnes, en considérant l’impact de la communication média avec ses 762 reprises par la presse écrite. Le CNES et Airbus se sont associés aux Nuits des Étoiles aux côtés du Ministère de la transition écologique et solidaire et du Ministère de l’Enseignement supérieur, de la recherche et de l’innovation, rendant possible l’ampleur de cette manifestation populaire. L'investissement des clubs, des organisateurs locaux et de leurs 3096 animateurs mobilisés, fut pour beaucoup dans la réussite de cet événement. 90 % des manifestations furent organisées par des structures astronomiques (clubs et associations d’astronomie ou des équipements spécialisés en astronomie comme les planétariums) avec à leurs côtés, des collectivités territoriales, des amicales sportives ou culturelles, et des offices de tourisme.
Chaque partenaire a organisé selon ses moyens une, deux ou trois soirées, avec des animations très variées : intervention d'un conteur, animations sur la mythologie, veillées pour les enfants, observation du Soleil en journée, ateliers de lancement de fusées à eau, concerts, spectacles, pique-nique sous les étoiles, projections de films en extérieur, conférences… Auxquelles s'ajoutent bien sûr, partout où la météo les rend possible, les observations du ciel à l’œil nu, aux jumelles et aux instruments, observations animées et commentées pour aider le public à mieux connaître le ciel étoilé, mais aussi l'histoire de l'astronomie et de la conquête spatiale. La diffusion d’un PowerPoint réalisé par l’AFA sur le thème de l’édition 2018 a facilité la mise en place de conférences sur le sujet « Mars Petite sœur de la Terre » et fut utilisée par les organisateurs locaux.
L’AFA a géré l'intégralité du dispositif d'organisation et de promotion nationale, depuis son « lancement » en octobre de l'année précédente, à la recherche d’un nécessaire soutien financier de l’opération et à l’organisation de cet événement et des outils à fournir sur le terrain. Elle s’est appuyée sur une cellule composée de chercheurs, d’astronomes amateurs et de journalistes. Il fut nécessaire de mettre à disposition des médiateurs, membres de clubs, animateurs des Nuits des Étoiles, le plus possible d'informations contrôlées, exploitables et renseignées. Ils ont collaboré avec des scientifiques désignés par le CNES, le LMD de Jussieu, Airbus ou encore plus largement le CNRS pour développer cette thématique et fournir des contenus appropriés aux animateurs, mais aussi au public d’internautes venu consulter les pages web et aux journalistes via un dossier de presse.
Ont également participé : la Réunion, la Martinique et la Nouvelle Calédonie, l’Algérie, la Belgique, l’Italie et la Suisse.

## Liste des éditions
| Édition | Date(s)                   | Thème                                                                                         | Compléments                                                                                               |
| ------- | ------------------------- | --------------------------------------------------------------------------------------------- | --- |
| 1re     | 10 août 1991              |                                                                                               | |
| 2e      |                           |                                                                                               | |
| 3e      | 13 août 1993              |                                                                                               | |
| 4e      | 15 juillet 1994           | 25e anniversaire du 1er pas sur la Lune                                                       | |
| 5e      |                           |                                                                                               | |
| 6e      | 9 août 1996               |                                                                                               | |
| 7e      | 8 août 1997               |                                                                                               | |
| 8e      | 14 août 1998              | Les Origines                                                                                  | |
| 9e      | 10 août 1999              | L'éclipse 99                                                                                  | |
| 10e     | 10, 11 et 12 août 2000    |                                                                                               | |
| 11e     | 9, 10 et 11 août 2001     |                                                                                               | |
| 12e     | 8, 9 et 10 août 2002      |                                                                                               | |
| 13e     | 7, 8 et 9 août 2003       | Destination Mars                                                                              | Même mois que la meilleure opposition historique de Mars (le 25 août).                                    |
| 14e     | 12, 13 et 14 août 2004    | Les Perséides                                                                                 | |
| 15e     | 11, 12 et 13 août 2005    |                                                                                               | |
| 16e     | 3, 4 et 5 août 2006       | Fêtez la Nuit                                                                                 | |
| 17e     | 10, 11 et 12 août 2007    | Atmosphère, Atmosphères                                                                       | |
| 18e     | 8, 9 et 10 août 2008      | Jupiter                                                                                       | |
| 19e     | 24, 25 et 26 juillet 2009 | Retour à la Lune                                                                              | Quarantième anniversaire du premier pas sur la Lune lors de la mission Apollo 11.                         |
| 19e bis | 7 octobre 2009            | Généraliste                                                                                   | Première nuit des étoiles destinée à la Guyane.                                                           |
| 20e     | 6, 7 et 8 août 2010       | Génération Hubble                                                                             | |
| 21e     | 5, 6 et 7 août 2011       | Couleurs d'étoiles                                                                            | |
| 22e     | 10, 11 et 12 août 2012    | Mars, science et fiction                                                                      | |
| 23e     | 9, 10 et 11 août 2013     | Les distances dans l'Univers                                                                  | À l'occasion du prochain lancement du satellite d'observation astronomique Gaia, spécialisé sur ce sujet. |
| 24e     | 1er, 2 et 3 août 2014     | Comètes et origines                                                                           | Pour suivre l'arrivée de la sonde Rosetta auprès de la comète 67P/Tchourioumov-Guérassimenko.             |
| 25e     | 7, 8 et 9 août 2015       | Climat, biodiversité et atmosphères planétaires                                               | |
| 26e     | 5, 6 et 7 août 2016       | Au fil de l'eau : la recherche de la Vie                                                      | Édition dédiée à André Brahic.                                                                            |
| 27e     | 28, 29 et 30 juillet 2017 | Terres habitables                                                                             | |
| 28e     | 3, 4 et 5 août 2018       | Mars la petite sœur de la Terre                                                               | La planète Mars est en opposition.                                                                        |
| 29e     | 2, 3 et 4 août 2019       | « De la pierre à l'étoile » : thèmes des roches extraterrestres et des retours d'échantillons | |
| 30e     | 7, 8 et 9 août 2020       | La quête de la vie dans l'Univers                                                             | |
| 31e     | 6, 7 et 8 août 2021       | Les étoiles filantes                                                                          | |
| 32e     | 5, 6 et 7 août 2022       | L'exploration spatiale                                                                        | |
| 33e     | 11, 12 et 13 août 2023    | Poussières célestes                                                                           | |
| 34e     | 9, 10 et 11 août 2024     | La quête des origines                                                                         | |
| 35e     | 1er, 2 et 3 août 2025     | Les Océans du ciel                                                                            | |